# Emil Salim
Emil Salim est un économiste et homme politique indonésien.

## Biographie

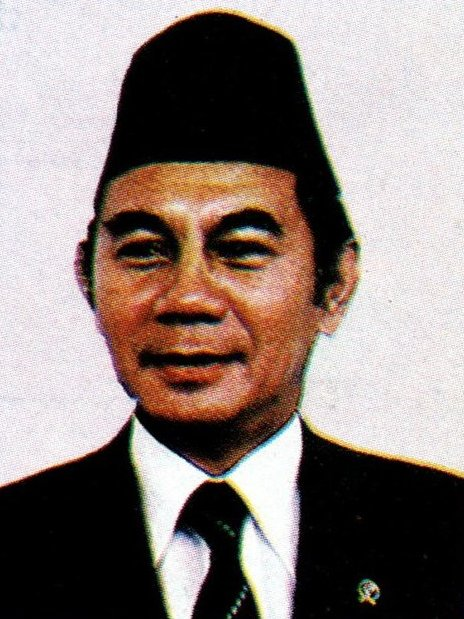
Emil Salim en 1985

Emil Salim est né de parents minangkabaus dans le kabupaten de Lahat, dans la province de Sumatra du Sud. Il est le neveu de Agus Salim, l'un des Pères fondateurs de la république d'Indonésie.
Après avoir étudié à l'université d'Indonésie, il obtint un PhD à l'université de Berkeley. Il retourna ensuite à l'université d'Indonésie où il devint professeur. 
Il fut aussi membre du groupe d'économiste appelé la Berkeley Mafia (en) et qui orienta la politique économique indonésienne dans les années 1960. 
Il a aussi occupé les fonctions de ministre des Transports et ministre de l'Environnement